# Giải BAFTA lần thứ 30
Giải BAFTA lần thứ 30, được trao bởi Viện Hàn lâm Nghệ thuật Điện ảnh và Truyền hình Anh Quốc năm 1977 để tôn vinh những bộ phim xuất sắc nhất năm 1976.

## Chiến thắng và đề cử
BAFTA Fellowship: Denis Forman
| Phim hay nhất Bay trên tổ chim cúc cu – Miloš Forman - All the President's Men – Alan J. Pakula - Bugsy Malone – Alan Parker - Tài xế taxi – Martin Scorsese | Đạo diễn xuất sắc nhất Miloš Forman – Bay trên tổ chim cúc cu - Alan J. Pakula – All the President's Men - Alan Parker – Bugsy Malone - Martin Scorsese – Tài xế taxi                                                                                             |
| Nam diễn viên chính xuất sắc nhất Jack Nicholson – Bay trên tổ chim cúc cu vai Randle McMurphy - Dustin Hoffman – All the President's Men vai Carl Bernstein - Dustin Hoffman – Marathon Man vai Thomas Babington Levy - Robert De Niro – Tài xế taxi vai Travis Bickle - Walter Matthau – The Bad News Bears vai Morris Buttermaker - Walter Matthau – The Sunshine Boys vai Willy Clark | Nữ diễn viên chính xuất sắc nhất Louise Fletcher – Bay trên tổ chim cúc cu vai Y tá Ratched - Lauren Bacall – The Shootist vai Bond Rogers - Liv Ullmann – Face to Face vai Jenny Isaksson - Rita Moreno – The Ritz vai Googie Gomez                              |
| Nam diễn viên phụ xuất sắc nhất Brad Dourif – Bay trên tổ chim cúc cu vai Billy Bibbit - Jason Robards – All the President's Men vai Ben Bradlee - Martin Balsam – All the President's Men vai Howard Simons - Michael Hordern – The Slipper and the Rose vai King | Nữ diễn viên phụ xuất sắc nhất Jodie Foster – Bugsy Malone vai Tallulah Jodie Foster – Tài xế taxi vai Iris - Annette Crosbie – The Slipper and the Rose vai Fairy Godmother - Billie Whitelaw – The Omen vai Baylock - Vivien Merchant – The Homecoming vai Ruth |
| Kịch bản xuất sắc nhất Bugsy Malone – Alan Parker - All the President's Men – William Goldman - Bay trên tổ chim cúc cu – Lawrence Hauben và Bo Goldman - The Sunshine Boys – Neil Simon | Quay phim xuất sắc nhất Picnic at Hanging Rock – Russell Boyd - Aces High – Gerry Fisher và Peter Allwork - All the President's Men – Gordon Willis - Bay trên tổ chim cúc cu – Haskell Wexler, Bill Butler và William A. Fraker                                  |
| Thiết kế phục trang xuất sắc nhất The Marquise of O – Moidele Bickel - Bugsy Malone – Monica Howe - Picnic at Hanging Rock – Judy Dorsman - The Slipper and the Rose – Julie Harris | Dựng phim xuất sắc nhất Bay trên tổ chim cúc cu – Richard Chew, Lynzee Klingman và Sheldon Kahn - All the President's Men – Robert L. Wolfe - Marathon Man – Jim Clark - Tài xế taxi – Marcia Lucas, Tom Rolf và Melvin Shapiro                                   |
| Nhạc phim hay nhất Tài xế taxi – Bernard Herrmann - Bugsy Malone – Paul Williams - Bay trên tổ chim cúc cu – Jack Nitzsche - The Slipper and the Rose – Richard M. Sherman và Robert B. Sherman | Thiết kế sản xuất xuất sắc nhất Bugsy Malone – Geoffrey Kirkland - All the President's Men – George C. Jenkins - King Kong – Mario Chiari và Dale Hennesy - The Slipper and the Rose – Raymond Simm                                                               |
| Âm thanh xuất sắc nhất Bugsy Malone – Les Wiggins, Clive Winter and Ken Baker - All the President's Men – Milton Burrow, Jim Webb, Les Fresholtz, Arthur Piantadosi và Dick Alexander - Bay trên tổ chim cúc cu – Mary McGlone, Robert Rutledge, Veronica Selver, Larry Jost và Mark Berger - Picnic at Hanging Rock – Greg Bell và Dan Connelly                                          | phim tài liệu hay nhất The Canadians – Albert Kish - White Rock – Tony Maylam |
| Phim tài liệu ngắn hay nhất The End of the Road – John Armstrong - Energy in Perspective – Peter De Normanville - The Speed Sailors – John Spencer | Phim chuyên môn hay nhất Hydraulics – Anthony Searle - For the Want of a Nail – Joe Mendoza - Let's Sleep On It – Christopher Rolling - Proteins – Lawrence Crabb - Slender Chance – Michael Crosfield                                                            |
| Diễn viên mới xuất sắc nhất Jodie Foster – Bugsy Malone vai Tallulah Jodie Foster – Tài xế taxi vai Iris | |

## Thống kê
| Số lượng | Phim                     |
| -------- | ------------------------ |
| 10       | All the President's Men  |
| 10       | Bay trên tổ chim cúc cu  |
| 9        | Bugsy Malone             |
| 7        | Tài xế taxi              |
| 5        | The Slipper and the Rose |
| 3        | Picnic at Hanging Rock   |
| 2        | Marathon Man             |
| 2        | The Sunshine Boys        |

| Số lượng | Phim                    |
| -------- | ----------------------- |
| 6        | Bay trên tổ chim cúc cu |
| 5        | Bugsy Malone            |
| 3        | Tài xế taxi             |